# Méhkerék
Méhkerék es un pueblo ubicado en el distrito de Sarkad, en el condado de Békés, Hungría.

## Superficie
Posee una superficie de 25,85 kilómetros cuadrados.

## Demografía
Hasta 2023 la población era de 1874 habitantes, con una densidad de población de 72,50 habitantes por kilómetro cuadrado.